# Jakab-hegy
A Jakab-hegy a Nyugat-Mecsek legmagasabb, 602 méteres hegye, amely Pécs mellett, Kővágószőlős határában emelkedik. Természeti szépségekben és történelmi emlékekben nagyon gazdag hely. Kiváló turistacélpontok a hegy tetején található kolostorromok és az István-kilátó, amelyek a kora vaskorban épített, hatalmas területű földvár sáncain keresztül közelíthetők meg. Kihagyhatatlan a Zsongor-kő sziklaképződménye, ahonnan káprázatos kilátás nyílik az előtte elterülő medencére.

## Leírása
A hegy a földtörténeti ókorban alakult ki, a meredek, déli oldalát jellegzetes színű, vörös, perm és triász időszaki homokkő alkotja, amelyre később több helyen is kovasav tartalmú, gejzírkitörések által összecementálódott kőzet rakódott. Ezek együtteséből a víz és a szél munkája különleges szirteket, kőtornyokat formált: a Babás-szerköveket és a Zsongor-követ, amelyekhez a néphagyomány több mondát kapcsolt. Itt található a Jakab-hegyi Remete-barlang. A mediterrán hangulatú, sziklás, erdős magaslatokat különleges növénytársulások és változatos állatvilág gazdagítja. A Jakab-hegy és a környéke a Mecsek-vidék egyik legértékesebb természetvédelmi területét alkotják. A vízzáró réteg felett alakult ki a Kolostor-tó.

### Remete-barlang
A Jakab-hegyi Remete-barlang vélhetően egy mesterséges eredetű kőodú volt a Zsongor-kőnél, de beomlott. Nevét a közhiedelem után kapta, miszerint a Jakab-hegyi pálos kolostor egyik szerzetese építette és lakott benne.

### A kőtornyok
A Babás-szerkövek az évezredek során az erózió koptatta homokkőből formálódott kőtornyok, amelyek a déli, meredek, sziklás részeken sorakoznak. A Babás-szerkövek anyagát a benne található kovasav védte meg az eróziótól. Nevüket emberre (baba, mint bábu) emlékeztető alakjuk után kapták.
Az egyik legnagyobb és legszebb ilyen a Zsongor-kő. A sziklaalakzatot 1892-ben vaskorláttal látta el a Mecsek Egyesület. 
A legenda szerint Cserkúton élt réges-régen két, egymással folyton versengő gazdag család. Egyszer egy koldus vetődött el hozzájuk, akit mindkét helyről kidobtak, mire megátkozta őket; azt kívánta, váljanak kővé akkor, amikor a legboldogabbak akarnak lenni. Mindkét gazdának volt egy-egy leánya, akik ugyanaznap mentek férjhez. Az egyik lakodalom már épp visszafelé tartott a Jakab-hegyi pálos kolostorból, ahol az esküvőt tartották, mikor a másik család násznépe még csak úton volt felfelé. A történet szerint ott találkoztak, ahol a legkeskenyebb az út a mély szakadék felett. Mivel egyik sokadalom sem akart kitérni a másik útjából, vitába bocsátkoztak, melyben a két örömapa egyszerre mondta ki, hogy inkább kővé válnak, de ki nem térnek a másik elől. A mese szerint így is történt, nyomban kővé vált mindkét vendégsereg és azóta is ott állnak a Jakab-hegy oldalában.

### Ember alkotta emlékek
A hegy és környéke már a kőkorban is lakott volt. A bronzkorban és a vaskorban a Jakab-hegyen magasodott a Kárpát-medence egyik legmonumentálisabb földvára, a Jakab-hegyi őskori földvár. A római korban a közeli Sopianae, a mai Pécs már 8-10 ezres település volt.
Később illírek, majd kelták, a VI. században longobárdok, majd avarok telepedtek a vidékre. A hegy homokkövét már ekkor is évszázadok óta bányászták, amit a későbbi korokban is folytattak. A hegyen végzett mérések eredményei nyomán egyedül ezen a környéken bányásztak Magyarországon uránércet 1957 és 1996 között. 
A honfoglalás után magyarok települtek a környékére és a kereszténység megérkezése után egy pálos kolostort alapítottak a 13. században  a tetején. A Jakab-hegyi pálos kolostor kétszer pusztult el az idők során, először a magyar–török háborúk alatt az 1550-es években, majd 1736-os helyreállítása után 1828-ban néptelenedett el megint. Azóta üres, összedőlt, a romjainak az állagmegóvására csak 2006–2007-ben került sor, amikor a környezetét is rendezték.

## Galéria

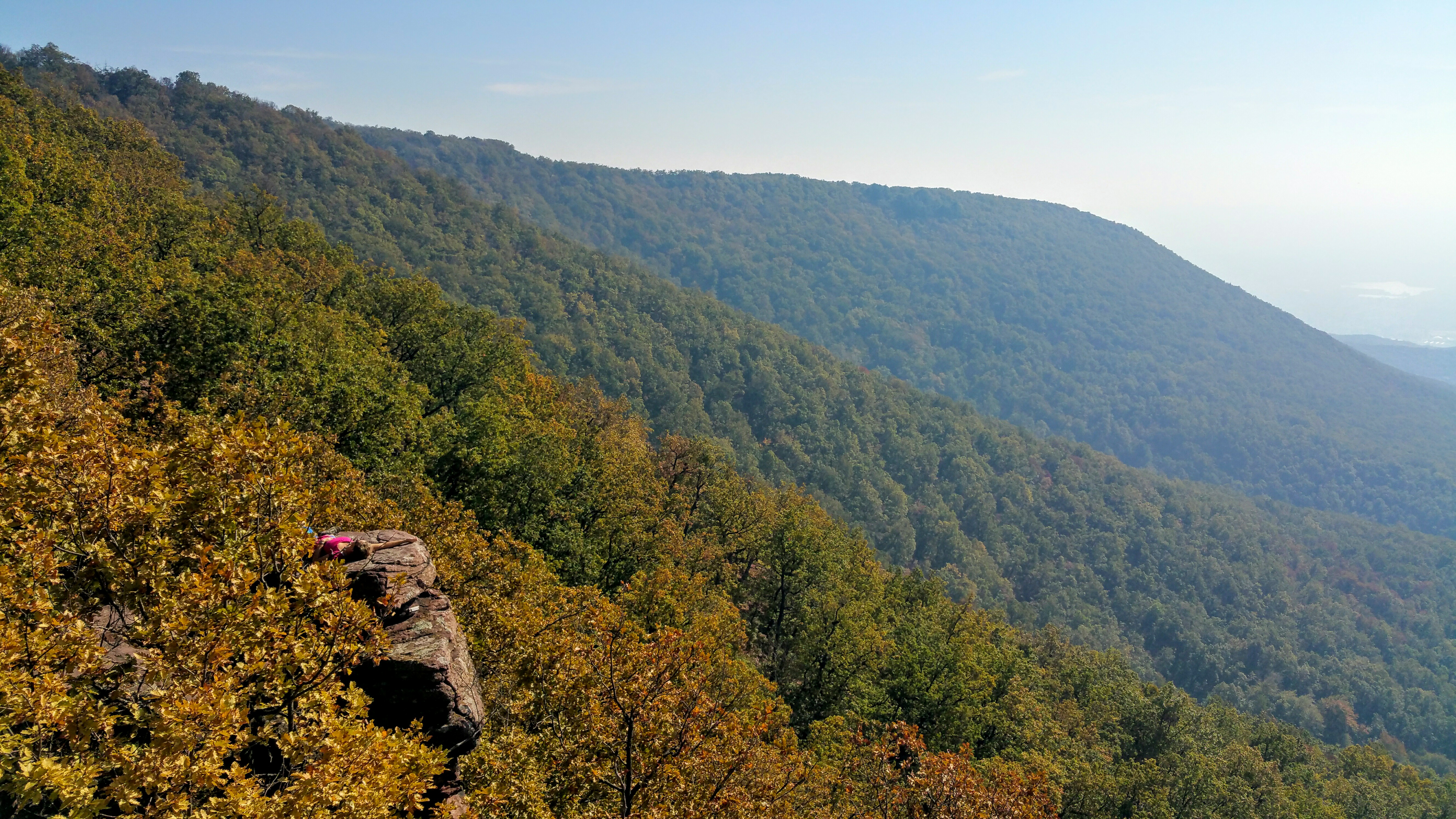
A Jakab-hegy
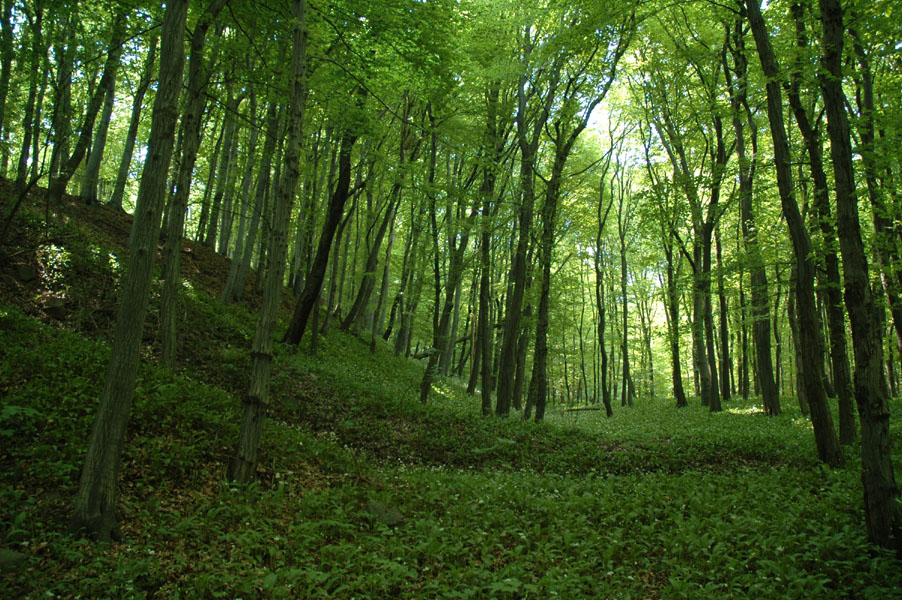
A Jakab-hegyi őskori földvár sánca (balra)
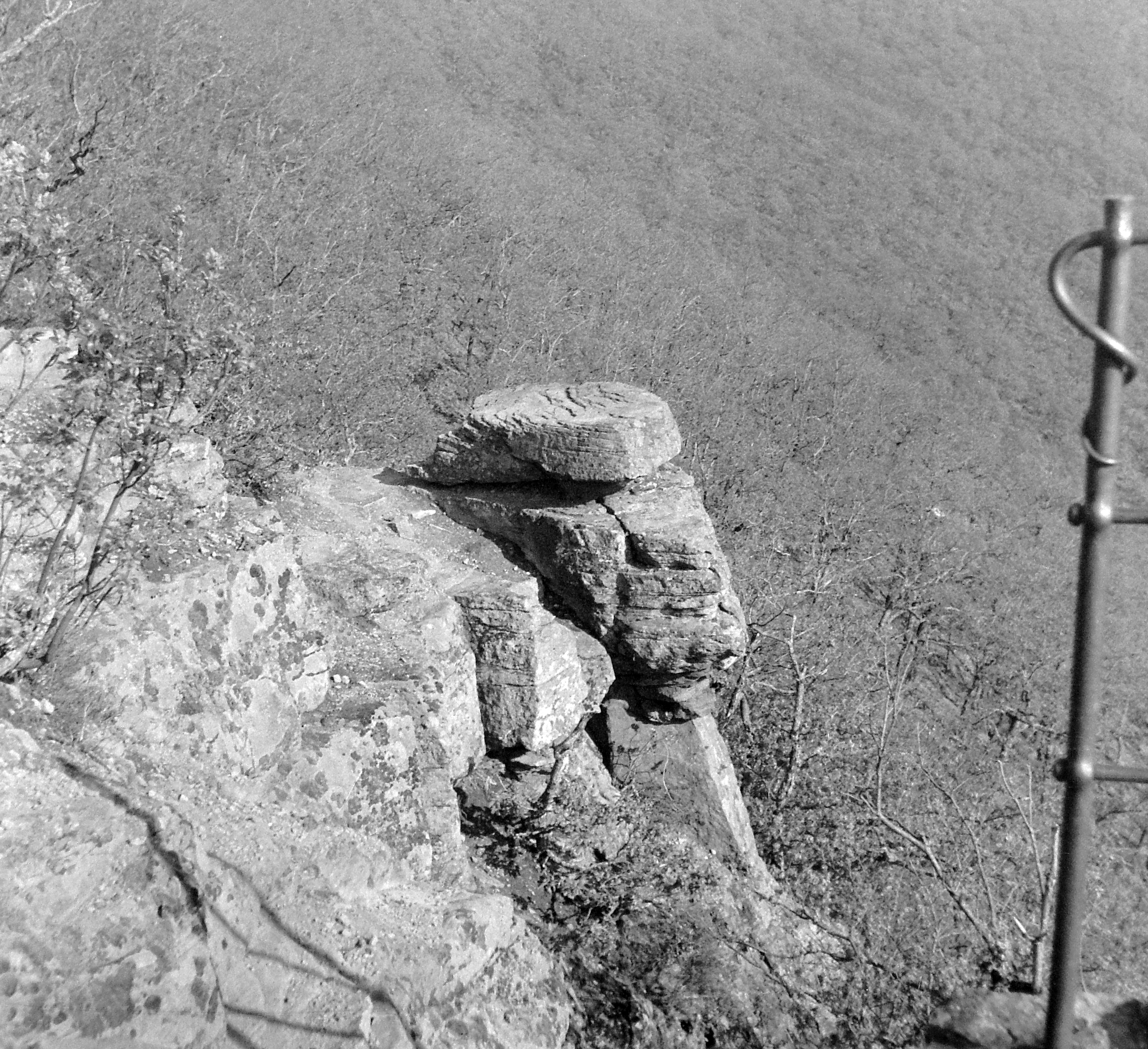
Zsongor-kő (1950)
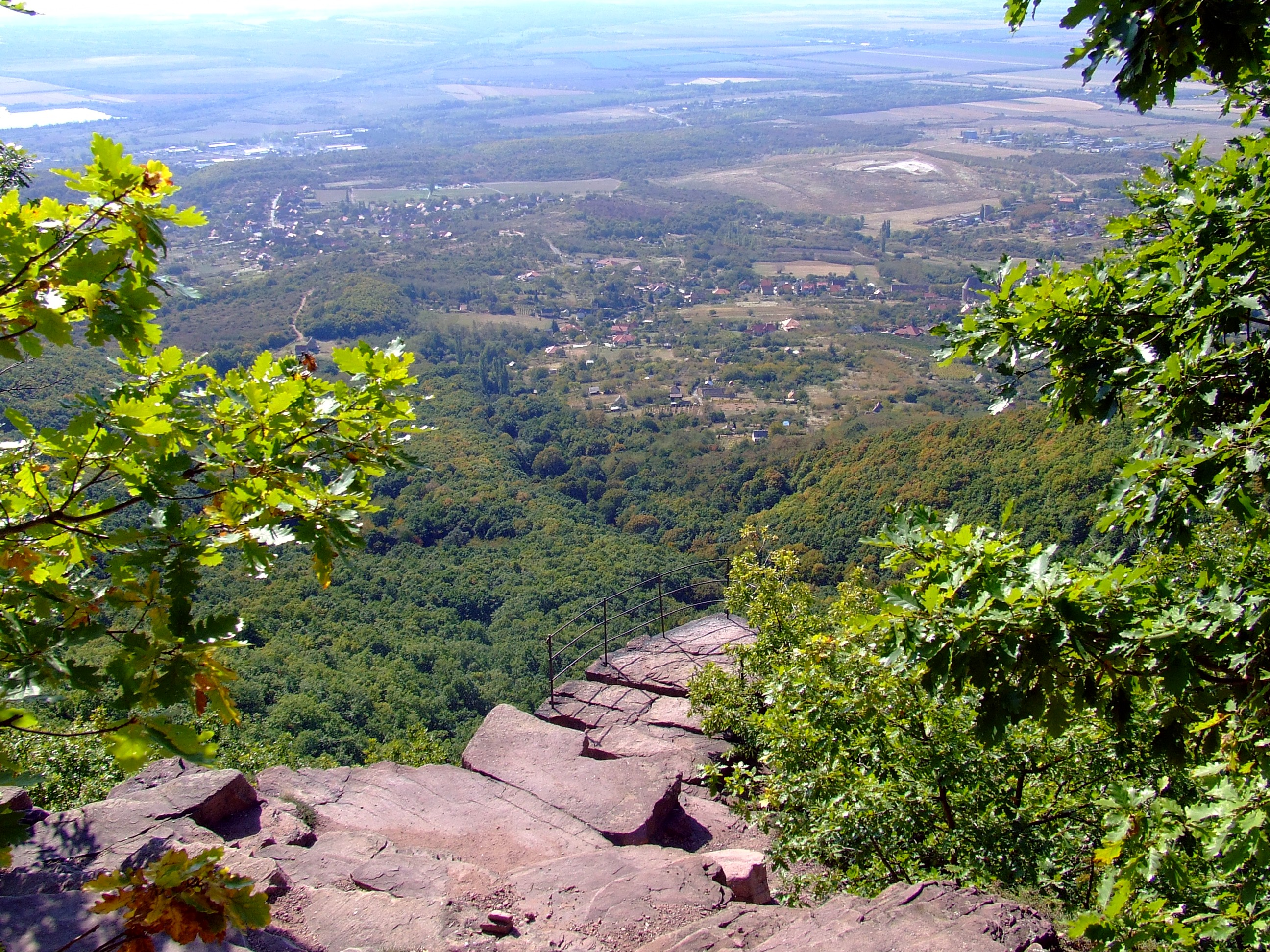
Kilátás a Zsongor-kőtől
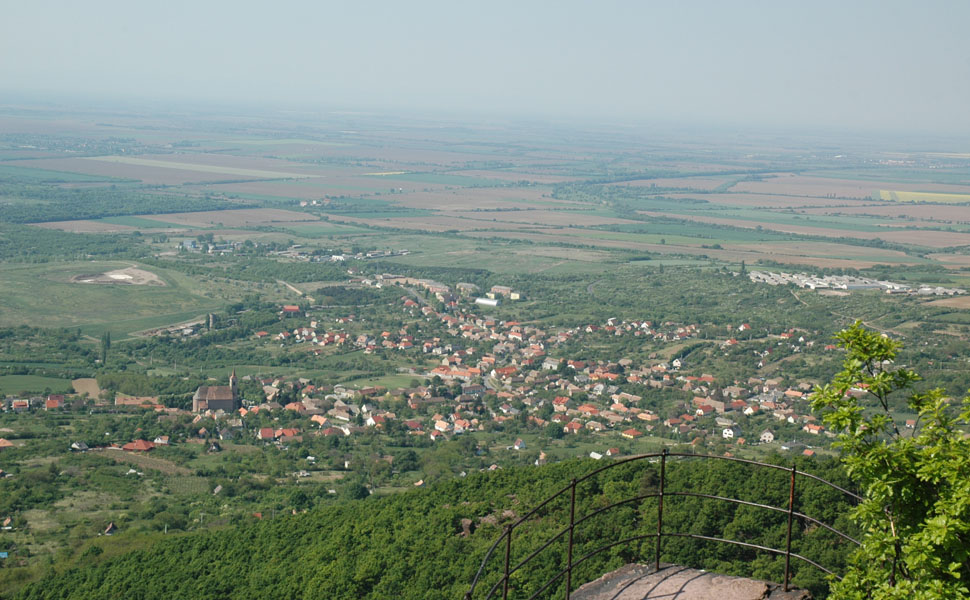
Kővágószőlős a Zsongor-kő felől
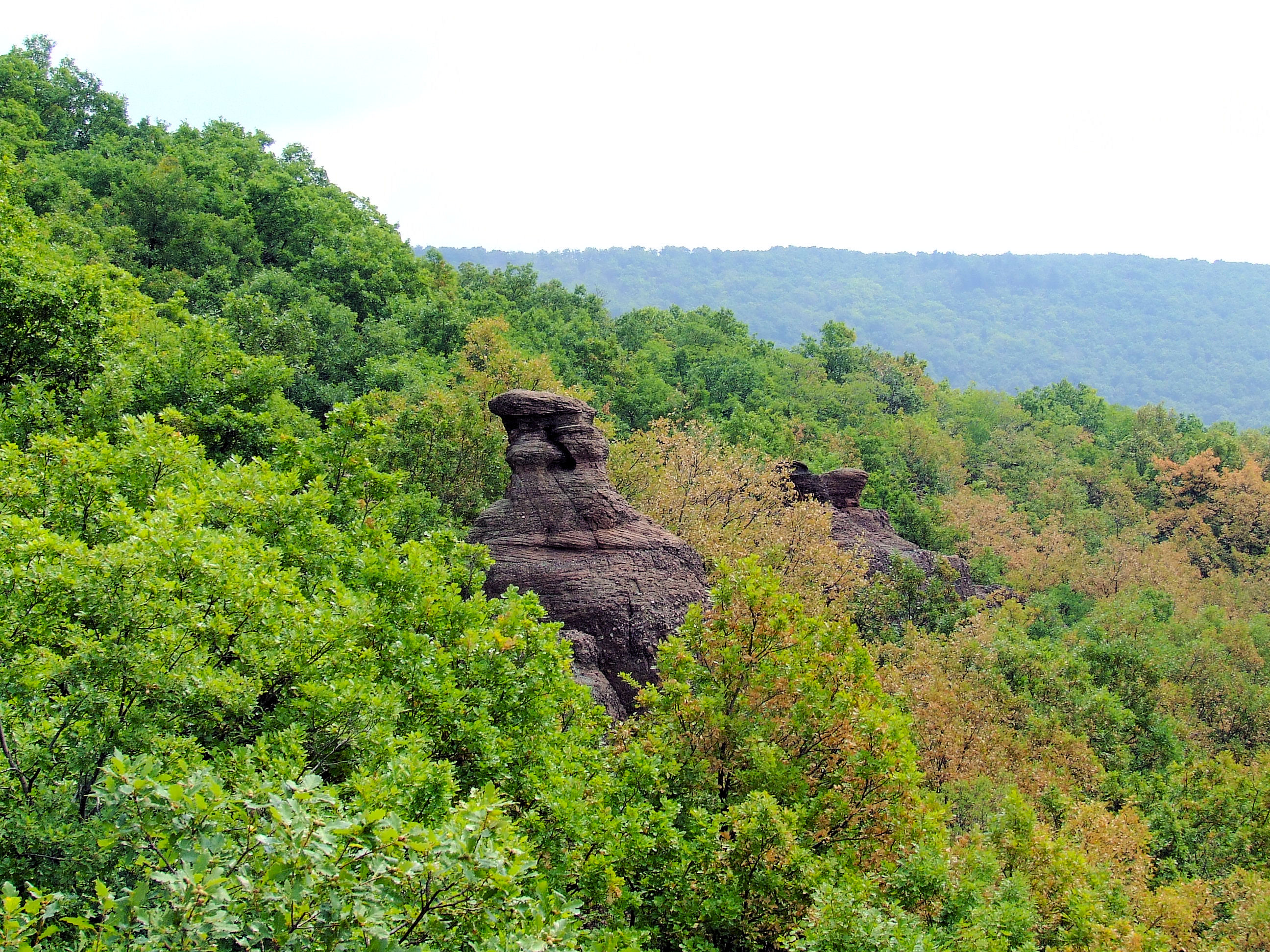
A Babás-szerkövek egy része
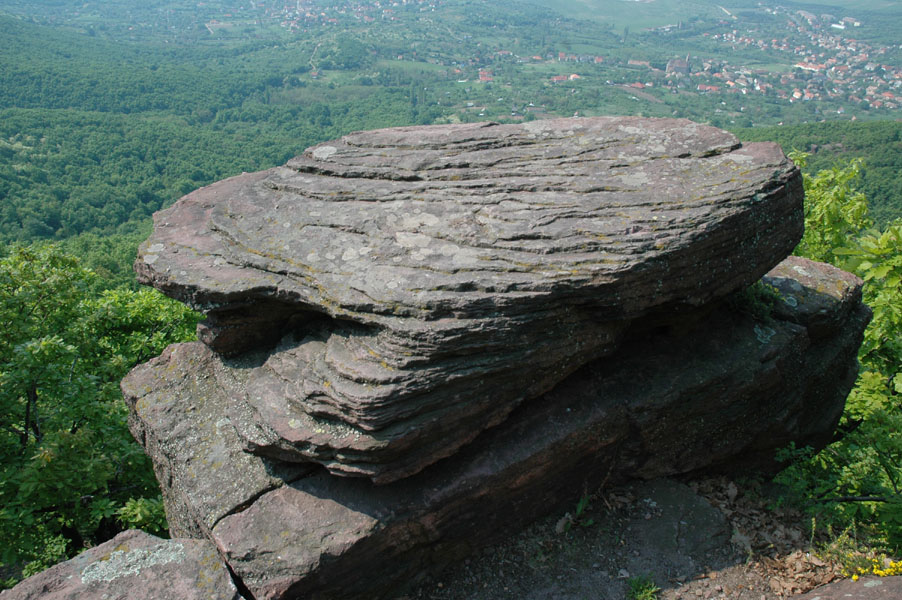
A Babás-szerkövek egyik köve
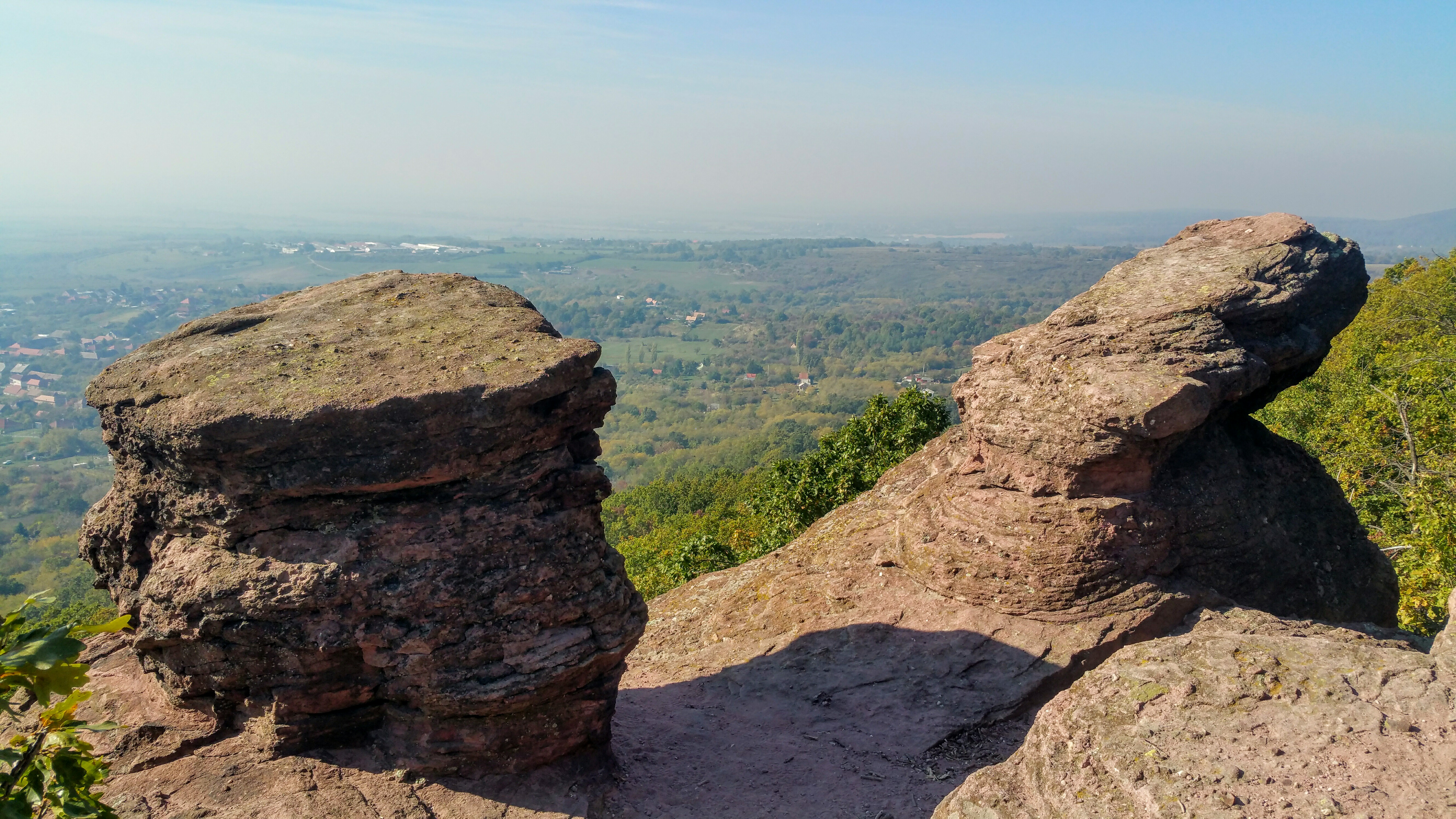
A Babás-szerkövek kövei
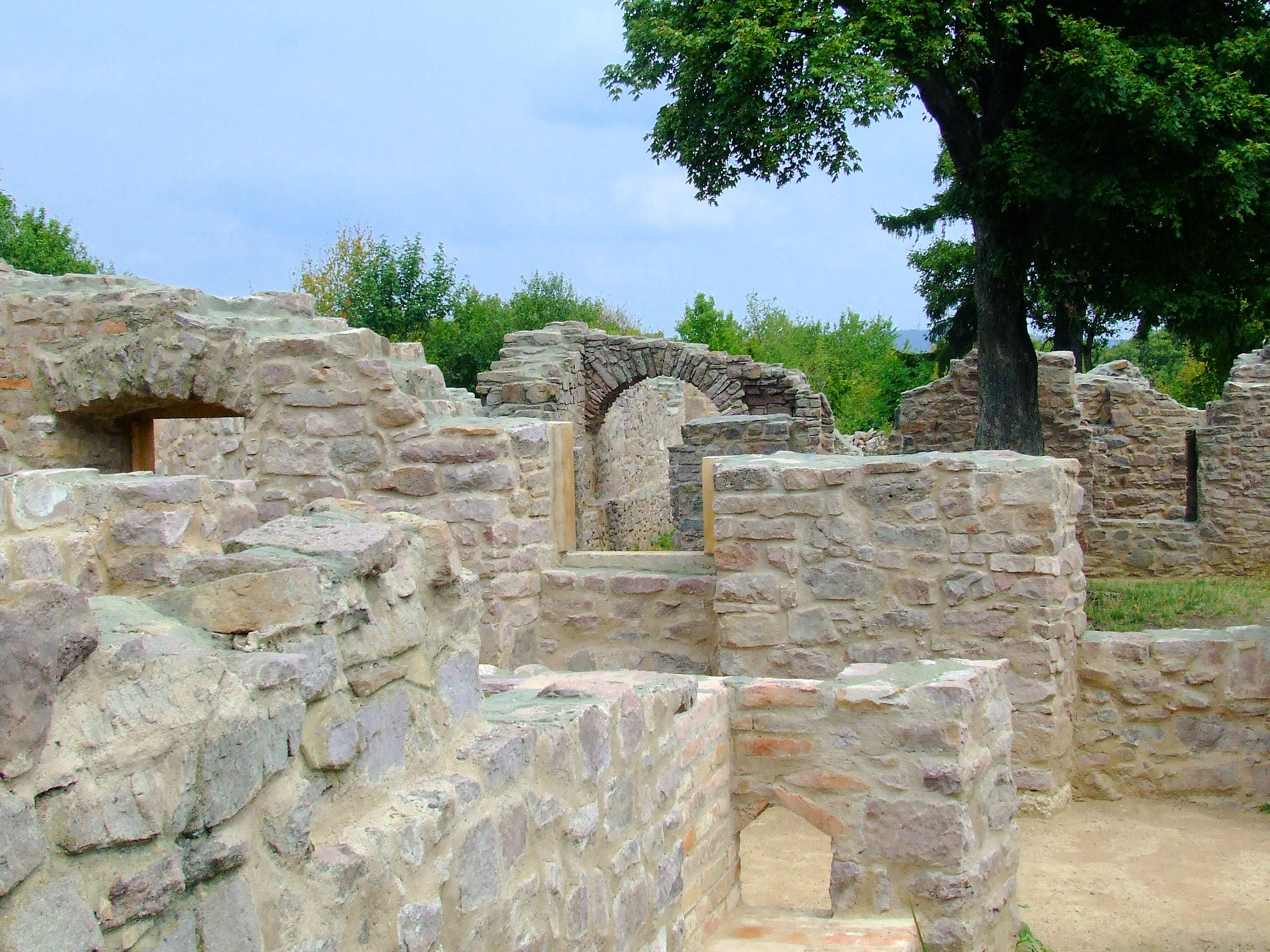
A pálos kolostor felújított romjai
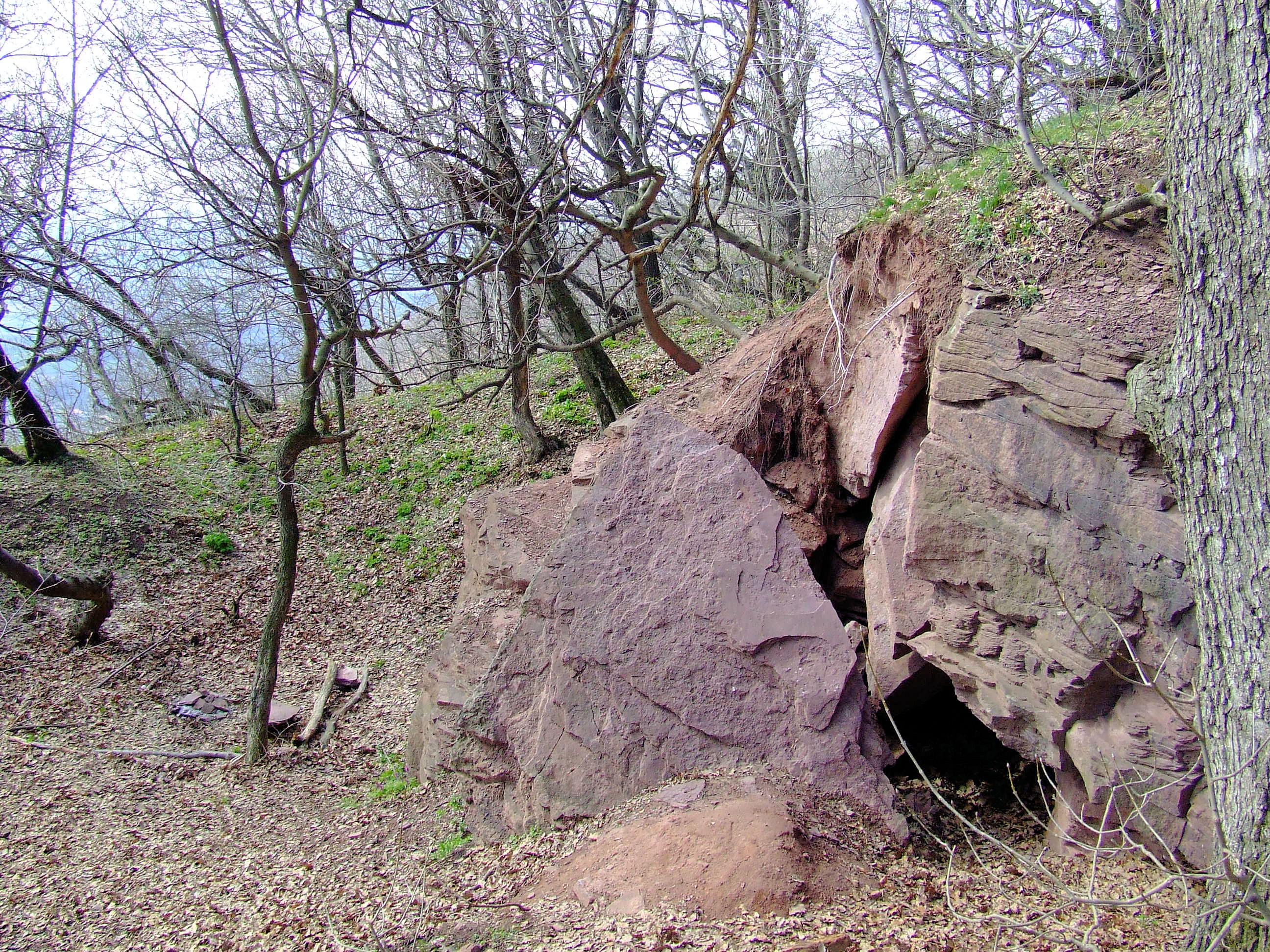
A Jakab-hegyi Remete-barlang
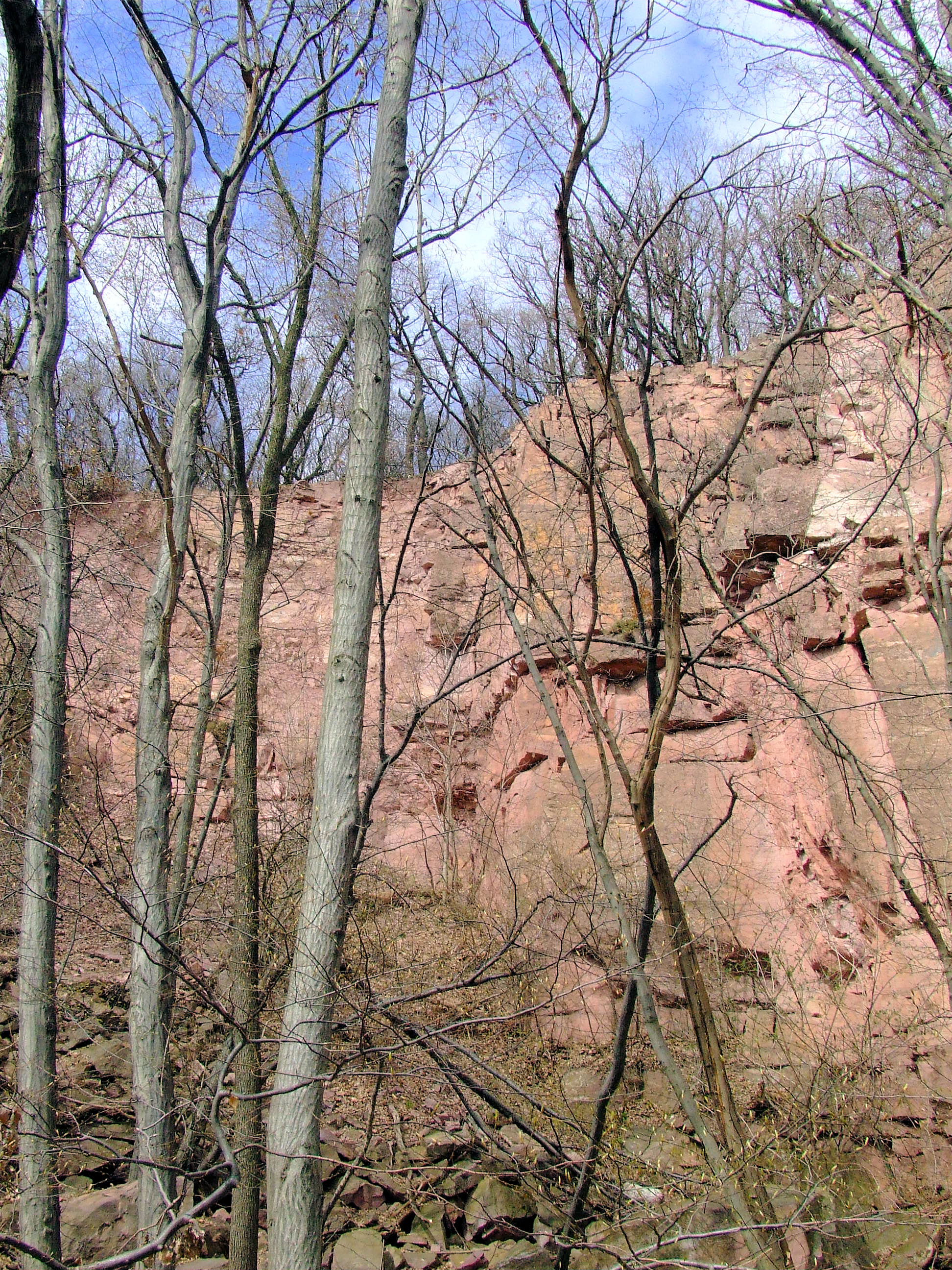
A Sasfészek

## Kapcsolódó szócikk
- Pécsi légi katasztrófa